# Heinrich Austermann
Heinrich Austermann (* 22. Mai 1909 in Papenburg; † 20. August 1984 in Münster, Westfalen) war ein deutscher Politiker (CDU) und für 21 Jahre Oberstadtdirektor von Münster.

## Leben
Austermann schloss seine schulische Ausbildung 1928 mit dem Abitur ab und studierte in den darauffolgenden Jahren an den Universitäten von Innsbruck, München und Münster. In Münster wurde er 1929 Mitglied der katholischen Studentenverbindung K.St.V. Markomannia im Kartellverband (KV), dessen Philistersenior er von 1962 bis 1976 war. Am 1. Mai 1933 trat er in die NSDAP und im selben Jahr in die SA ein. Nach dem Abschluss seines Studiums begann Austermann im Jahre 1935 seine politische Karriere als Assessor in der Stadtverwaltung Münster. Zeitgleich wurde er zum Geschäftsführer der Flughafen Münster GmbH ernannt.
Austermann war nach Angaben des Münsteraner Historikers Christian Steinhagen im Jahr 1938 als junger Jurist im Rechtsamt der Stadt Münster für die Grundstücksbeschlagnahmung und Betriebsabwicklung im Sinne der „Arisierung“ jüdischen Grundbesitzes mitverantwortlich.
Nach Ende des Zweiten Weltkrieges wählte ihn der Rat der Stadt Münster am 5. Februar 1948 zum Stadtrat. Austermanns Aufgaben umfassten insbesondere die wirtschaftliche Entwicklung der Stadt. Ab dem 22. Oktober 1951 bekleidete Austermann das Amt des Stadtkämmerers. Nur ein Jahr später erfolgte am 27. Oktober 1952 die Wahl durch den Rat der Stadt zum Oberstadtdirektor. Mit einem einstimmigen Ergebnis wurde Austermann Nachfolger von Karl Zuhorn, der dieses Amt von 1946 bis 1952 innehatte.
Während seiner 21-jährigen Dienstzeit als Oberstadtdirektor war Austermann maßgeblich an den Planungen zum Wiederaufbau der Stadt beteiligt. Dabei setzte er sich für den Erhalt und Wiederaufbau großer Teile der historischen Bauwerke ein. Ebenfalls förderte er die Entwicklung neuer Stadtteile. Die dritte bedeutende Leistung umfasste die Vergrößerung der Stadt Münster durch die Eingemeindungen ländlicher Vororte im Rahmen der Kommunalreform vom 1. Januar 1975, bei deren Vorbereitungen Austermann beteiligt war. Austermann bekleidete das Amt bis zu seiner Pensionierung am 31. Oktober 1973. Bereits drei Tage zuvor, am 28. Oktober 1973 wurde im Rahmen seines Abschieds aufgrund seiner Verdienste für die Stadt Münster die Ehrenbürgerschaft von eben jener verliehen.
Neben seiner Funktion als Oberstadtdirektor war Austermann zudem langjähriges Mitglied im Präsidium des Deutschen Städtetages und Vorsitzender des Rechts- und Verwaltungsausschusses. Weiterhin war er Vorsitzender des Städtetages Nordrhein-Westfalen sowie Mitglied in der Bundesanstalt für Arbeit.
Austermann starb am 20. August 1984 im Alter von 75 Jahren in Münster. Sein Grab befindet sich auf dem Waldfriedhof Lauheide.
Im Jahr 1989 benannte die Stadt Münster eine Straße auf der Grenze der Stadtteile Gievenbeck und Sentruper Höhe nach Austermann.

## Auszeichnungen
- 1973: Großes Verdienstkreuz der Bundesrepublik Deutschland[4]
- 1973: Ehrenbürger der Stadt Münster[3]
- Ehrenbürger der Stadt Orléans